# Сільце (округ Крупіна)
Сільце (словац. Selce) — село, громада в окрузі Крупіна, Банськобистрицький край, центральна Словаччина, традиційний регіон Гонт. Кадастрова площа громади — 5,14 км². Населення — 96 осіб (за оцінкою на 31 грудня 2017 р.).
Перша згадка 1303 року .

## Населення
| Рік:            | 1994. | 2004.    | 2014.   | 2024.    |
| --------------- | ----- | -------- | ------- | -------- |
| Кількість осіб: | 135   | 112      | 101     | 82       |
| Різниця:        |       | -17,03 % | -9,82 % | -18,81 % |

| Рік:            | 2023. | 2024.   |
| --------------- | ----- | ------- |
| Кількість осіб: | 86    | 82      |
| Різниця:        |       | -4,65 % |